# Michael W. Carroll
Michael W. Carroll és professor de Dret a l'American University de Washington. Va ser un dels membres fundadors de Creative Commons. Les seves investigacions legals sobre internet se centren en qüestions com el canvi de percepció sobre el contracte legal que ha suposat l'ús recurrent de l'“I agree”. També és director del Program on Information Justice and Intellectual Property, on imparteix docència i escriu sobre propietat intel·lectual i legalitat a internet. És membre del Comitè de la Public Library of Science i de l'Advisory Board of Public Knowledge, i professor visitant al Center for Democracy and Technology.